# Jacques Cazotte
Jacques Cazotte, född 7 oktober 1719 och död 25 september 1792, var en fransk författare.
Cazotte började sin författarbana med Contes orientaux, en sagoberättelse i den stil som blev på modet efter Antoine Gallands Tusen och en natt-tolkning. På 1740-talet övergick han till parodiska berättelser och utgav 1742 Mille et une fadaises, contes à dormir debout. Sitt egentliga rykte grundlade han med ett prosaepos Ollivier (1762), och med Le diable amoureux (1772), som fick inflytande över de tyska senromantikerna. Cazotte anslöt sig 1775 till de så kallade illuminaterna. Han samlade verk finns utgivna i olika upplagor 1798, 1816-17 och i urval 1880.